# Rio Tadarimana
Rio Tadarimana är ett vattendrag i Brasilien.   Det ligger i delstaten Mato Grosso, i den centrala delen av landet, 700 km väster om huvudstaden Brasília.
Omgivningarna runt Rio Tadarimana är huvudsakligen savann. Runt Rio Tadarimana är det mycket glesbefolkat, med 7 invånare per kvadratkilometer.